# Ceylalictus cereus
Ceylalictus cereus är en biart som först beskrevs av Nurse 1902.  Ceylalictus cereus ingår i släktet Ceylalictus och familjen vägbin. Inga underarter finns listade i Catalogue of Life.